# Helina vilissima
Helina vilissima är en tvåvingeart som beskrevs av Willi Hennig 1957. Helina vilissima ingår i släktet Helina och familjen husflugor.
Artens utbredningsområde är Madeira. Inga underarter finns listade i Catalogue of Life.